# のののパズルちゃいリアン
『のののパズルちゃいリアン』は2005年6月16日に任天堂から発売されたゲームボーイアドバンス用パズルゲーム。開発はクリーチャーズ。ワイヤレスアダプタ、通信ケーブルに対応しており1カートリッジプレイが可能。ゲームボーイカラー用ゲームソフト『ちっちゃいエイリアン』のキャラクターを使用しているが、続編というわけではない。プロデューサーは田中宏和。
このソフトには基本操作が共通する3種類のゲームが収録されている。

## 共通する操作
十字ボタンで、縦2×横2の4つのパネルを囲むカーソルを動かし、カーソル内のものをAボタンで「の」の字（右回り）、Bボタンでその逆方向（左回り）に回すことができる。

## くるくるレンジ
全ての食材を制限時間内に穴に落とすことでステージを次々にクリアしていき、クリアできたステージ数を競うゲーム。1人プレイ専用。
1つの食材を落とすと、その穴は塞がってしまう。また時間が余った場合はRボタンを押すと時間を早回しすることができる。時間内に食材を落とせないとミスとなる。ミスできる回数が増えることは無いため、1度ミスするとゲームオーバーとなる。
ステージが進むごとに落とさなければならない食材が増えたり、制限時間が減って難易度が増していく。また食材や出来上がる料理のグラフィックも変化する。
シンプルな内容で、基本操作に慣れるためのゲームといえる。

## くるくるウォーク
道筋が描かれた、空中に浮いたパネル（このモードではパーネルと呼称）を動かし、ちゃいリアン「ウォーカ」が歩き続けるための道をつなげていく、『チクタクバンバン』にも似たゲーム。ウォーカはRボタンを押すと走ることができ、パネル操作と上手く組み合わせてプレイしなければならない。1人プレイ専用。
パネルが落下するときにウォーカがそのパネル上に居た場合、落下して1ミスとなる。また、パネルの上を歩いている別のちゃいリアン「サイコ」に接触しても倒れて1ミスとなる。ミスしたときに残り人数が無かった場合ゲームオーバーになる。
パネルは一定時間で落下する。道筋が途切れているとき勝手に歩いて落下してしまうことはないが、落下前に道をつなげられなければともに落下して1ミスとなる。パネルには道筋のまっすぐなものや90度カーブしたもの、十字に交差したもの、道の無いものなどがあり、これを上手く組み合わせなければならない。ヒビの入ったパネルは落下するまでの時間が短く、走らなければ通過前に落下してしまうが、道筋は直線に限定される。ウォーカが乗っているパネルを回してしまった場合、目を回してパネルが落下するまで身動きがとれなくなるため、落下することが確定してしまう。
パネルに爆弾が置いてある場合、一定時間で爆発して上下左右のパネルを一緒に落下させてしまうので、避けるか蹴り飛ばすかしてこれを回避しなければならない。また、パネルに置いてあるハートの上を通過すると残り人数が1増える。

### めんクリ
既定の面をクリアするタイムを競うモード。ステージごとにタイムが記録される。6つのステージを順にクリアしていくが、全てのステージで既定のタイム以内にクリアすると、7つめのステージが登場する。
ミスした場合区間の最初からやり直しができるが、タイムはそのまま加算されるため成績は格段に悪くなる。
ステージの内容は全て固定で、毎回同じ手順でクリアできるため、どちらかというと練習用のモードといえる。

### エンドレス
ゲームオーバーになるまで歩き続け、何パーネル分前に進んだかを競うモード。イージー、ノーマル、ハードの3段階の難易度が用意されており、パネル構成の複雑さが異なる。
ゲームは沖縄からスタートし、北海道の次はハワイに出る。そこからはハワイを始点に世界を周回することになり、1周するごとにゲームスピードがアップする。日本国内までが1000パーネルで、その後の世界一周が500パーネルとなっている。
ラッパを取るとRボタンで走るスピードがアップする。また、落ちているかぶりものを拾ってかぶると見た目と音楽が変化するが、ゲーム進行上の効果は何も無い。
パネル構成にはある程度の規則性があるが、爆弾やサイコの配置は全くランダムであるため、瞬間的な判断力も必要とされる。終わりがないモードでもあり、上級者向けのモードといえる。

## くるパチ6
3～6までの数字が書かれたパネルを動かし、その数字以上の数を縦または横にそろえて反応させていくゲーム。3～5までのパネルは数字が1つ上のものに変化し、6のパネルの場合は消滅する。反応が続いている「チェイン」中にパネルを動かしてパネルを反応させる、いわゆる「アクティブ連鎖」と呼ばれるような操作が可能。難易度によってパネルが反応する速度が異なる。

### パズル
用意された配置から1回だけパネルをまわして全てのパネルを消す「いちくるパズル」と、複数回して全てのパネルを消す「チェインパズル」があり、それぞれ99問が用意されている。1人プレイ専用。1つ問題を解くと「ねごと」と呼ばれる豆知識や、ちゃいリアンからのコメントが表示される。
反応の仕方を覚えるための、練習用ともいえるモード。

### スコアアタック
制限時間がなくなるまでにどれだけの点数を稼げるかを競うモード。イージー、ノーマル、ハードと、条件を満たすことで遊べるようになるスーパーハードの、4段階の難易度が選べる。このゲームは通常モードとフィーバータイムの2つのモードで構成されている。1人プレイ専用。
通常モードはパネルが消えてもチェインが途切れないかぎり補充されない。制限時間がなくなるとゲームオーバーになるが、5チェインが成立した段階で制限時間の減少が止まり、チェインが終わった時点でスロットが始まる。ここで絵柄を揃えることに成功すると、得点に倍率の係るフィーバータイムに突入する。倍率は揃えた絵柄によって異なり、スロット前のチェイン数が高いほど倍率の良い目が出るようになっている。また、チェイン数にかかわらず全てのパネルを消すことに成功したときは、最も倍率の高いブタの絵柄でスロットの目が埋まる。
フィーバータイム中はパネルが消えても次々に補充されるモードで、チェインを長く続けていくことができる。既定の時間が終わると通常モードに戻る。このとき通常モードでのタイムが回復するが、これはフィーバータイム中に稼いだスコアが高いほど多くなる。
スコアは、パネルを消すことにより上がっていくレベルが高いほど、チェインを長く続けるほど高くなっていく。また、レベルが高くなるほど通常時でのタイムの減少が速くなる。
チェインを確実に長く続けていけば、それだけ長くプレイすることができ、スコアを上げることができる。ハイスコアを狙う場合は、かなりの持久力が必要とされるモードである。

### チェインチャレンジ
チェインを何回まで続けられるかを競うモード。チェインが途切れた時点でゲームオーバー。ノーマルとハード、条件を満たすことで遊べるようになるスーパーハードの、3段階の難易度が選べる。1人プレイ専用。
チェインを続けているとパネルの反応速度は上がっていくが、一定のチェイン数に達すると元に戻る。ゲームオーバー後、チェインした回数により段位が認定される。

### たいせん
コンピュータと、またはプレイヤー2人での対戦をするモード。チェインをすることで相手に爆弾を送り込み、また爆弾の横でパネルを反応させることで爆弾を送り返し、爆発により体力が先に無くなったほうが負けとなる。
コンピュータ戦はキャラクターと順に対戦していくもので、ノーマル、ハード、スーパーハードの3段階の難易度があり、パネルの反応速度のほか、最後の対戦相手が異なる。
爆弾が送り込まれる場所によってチェインが途切れさせられたり、狙っていた反応をするための手間が格段に増えたり最悪不可能になる場合もあり、運の要素も強い。

## ランキング
公式サイトでは、くるくるウォークのエンドレス、くるパチ6のスコアアタックとチェインチャレンジのスコアランキングが2005年6月16日から2006年7月3日まで行われていた。ゲーム中「きろく」のモードからスコアをチェックするとひらがなのパスワードが表示され、これをインターネットで送信してスコアを登録する方式である。
現在スコアの登録は受け付けられていないが、毎月のそれぞれのモードにおける上位3名のプレイヤーネームとスコアが記録として残されており、また全期間中での上位10名が発表されている。

## くるくるアクション くるパチ6
『くるくるアクション くるパチ6』は「くるパチ6」をアレンジ移植したニンテンドーDSiウェアである。グラフィックは下画面のゲームをプレイする画面ではタイトル画面とメインメニューを除いてゲームボーイアドバンス版と同じになっており、上画面は新規のグラフィックで現在の時刻と音量が表示されるようになっている。収録モードはゲームボーイアドバンス版にあったパズル、スコアアタック、チェインチャレンジの3つのモードに加えて、決められた枚数をどれだけ早く消すことが出来るか挑戦できるタイムアタックというDS版から追加されたモードを収録し、全4モードをプレイできる。そのかわり、1人用に作られた作品のためであるか2人で対戦できるたいせんモードは収録されておらず、2人対戦は不可能になっている。

### 新モード タイムアタック
DSiウェア版から新たに追加されたモード。
決められた枚数をどれだけ早く消し終えるかタイムを測定する。枚数は50、100、200、300の4種類から選べる。